# فيليب ليشتنبرغ
فيليب ليشتنبرغ (بالألمانية: Philipp Lichtenberg)‏ هو رجل غواصة وجندي ألماني، ولد في 9 سبتمبر 1908 في كوبلنتس في ألمانيا، وتوفي في 14 ديسمبر 1993 في كيل في ألمانيا.